# Hl. Dreifaltigkeit (Pernink)

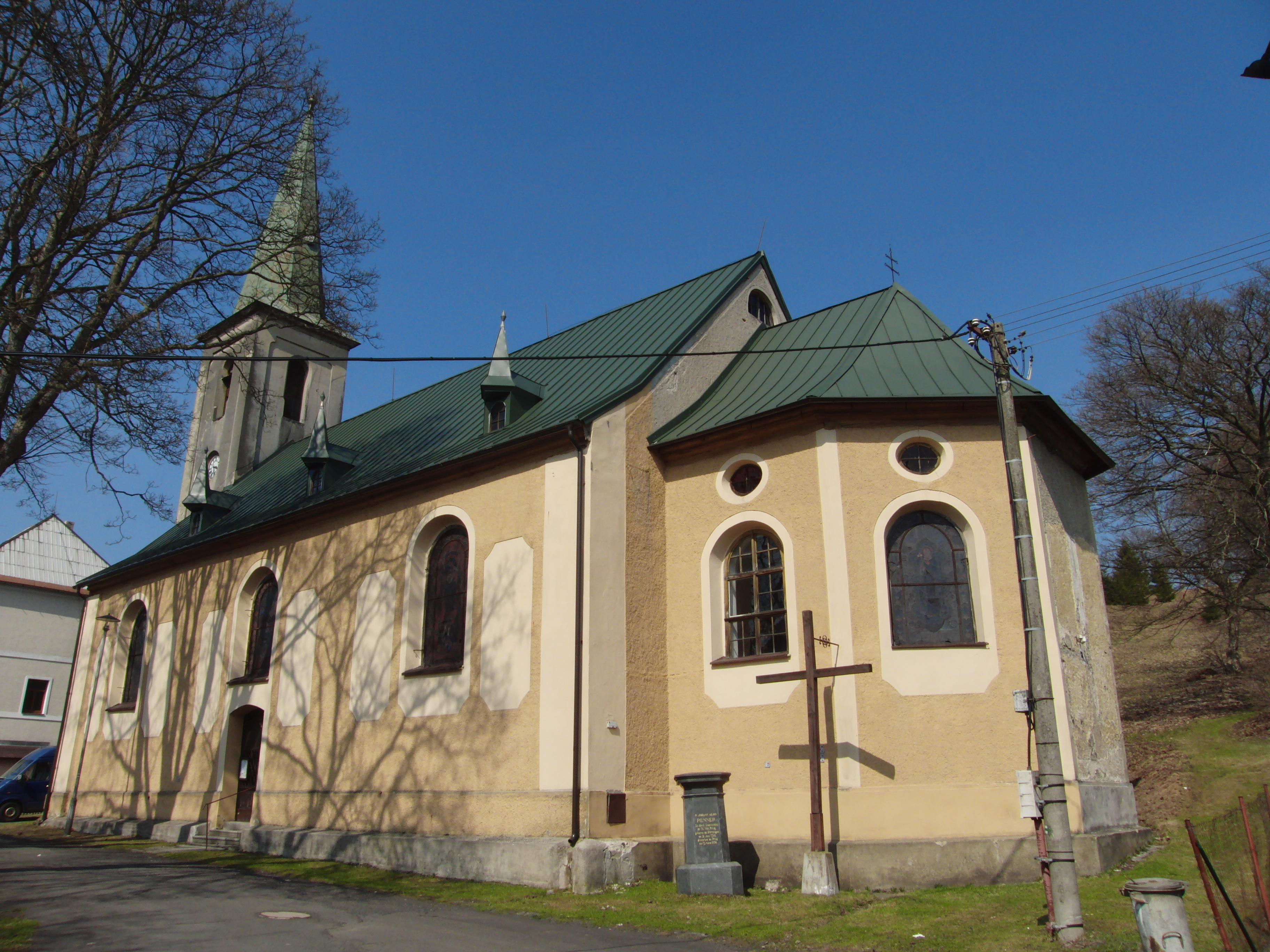
Heilige Dreifaltigkeit in Pernink

Die römisch-katholische Kirche der Allerheiligsten Dreifaltigkeit (tschechisch kostel Nejsvětější Trojice) in der tschechischen Gemeinde Pernink (deutsch Bärringen) wurde von 1714 bis 1716 erbaut und ist ein geschütztes Baudenkmal.

## Geschichte

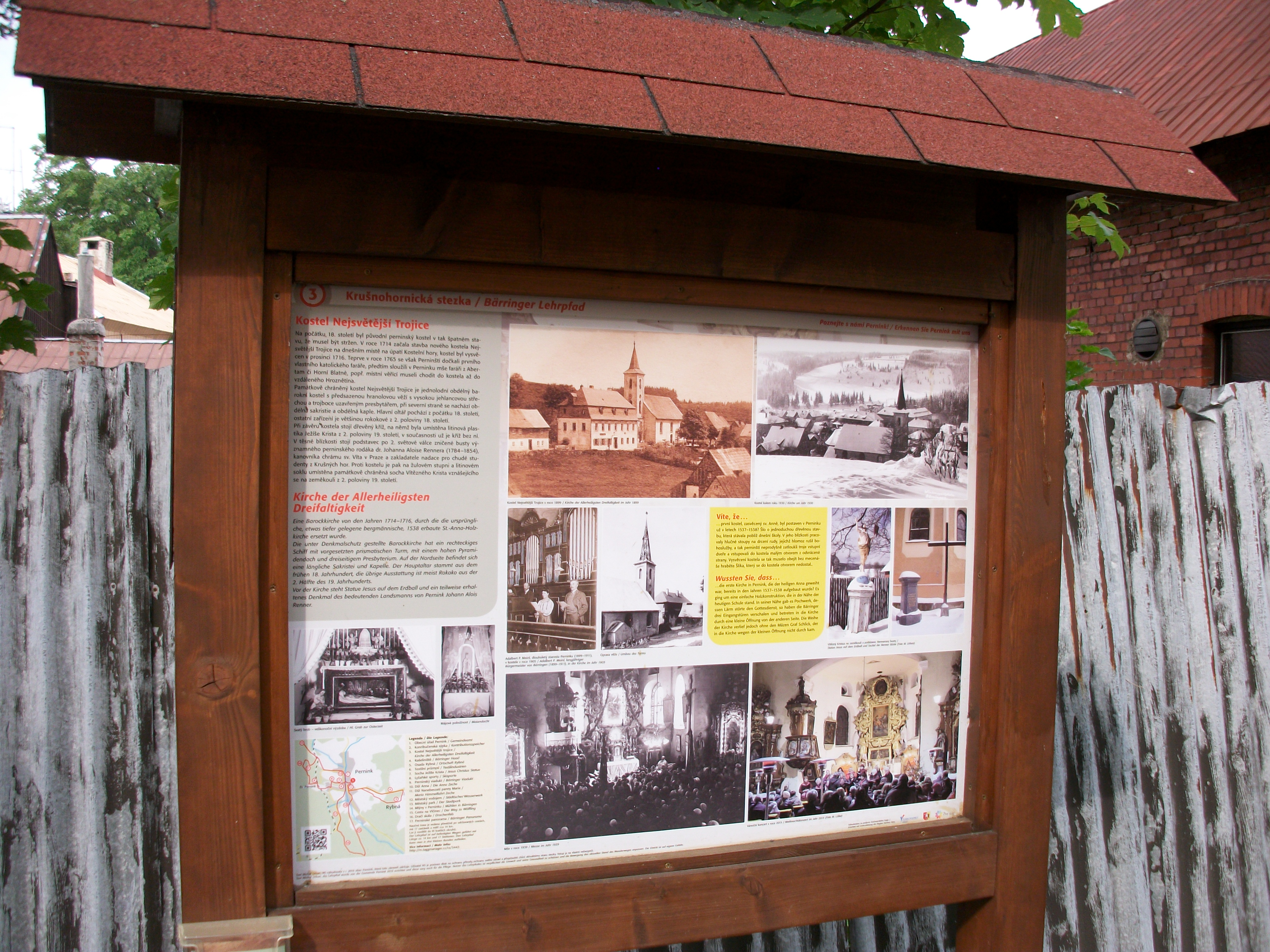
Infotafel zur Geschichte

Der Bergflecken Bärringen, in früherer Zeit Peringer, gehörte bei seiner Gründung 1532 zur Pfarrei Abertham. Bereits 1537/38 stand im Zentrum von Bärringen ein hölzernes Kirchlein, das der Hl. Anna geweiht war. Da der Lärm des nah gelegenen Pochwerks den Gottesdienst behinderte, wurden die Eingangstüren verschalt. Einer Legende nach passte der damalige Patron Graf Schlick nicht durch die kleine Eingangsöffnung der Kirche und konnte so der Einweihung des Gotteshauses nicht beiwohnen.
Der erste eigene Pastor wurde 1548 angestellt. Im Zuge der Gegenreformation wurde das Gotteshaus für den katholischen Gottesdienst verwendet. Das Städtchen war nun der Pfarrei Lichtenstadt und seit 1703 zur Pfarrei Platten zugeordnet. 1709 beschloss man, die Kirche an einen günstigeren Standort im oberen Ortsteil zu verlegen. Der Bau unter dem Patronat der Obrigkeit, der markgräflich-badischen Herrschaft Schlackenwerth, erfolgte im Juni 1714 bis Dezember 1716.
Wegen Personalmangels las der Pfarrer aus dem benachbarten Platten nur jeden dritten Sonntag die Messe in Bärringen, was den Unmut der Bevölkerung hervorrief. Erst 1765 erhielt der Ort wieder einen eigenen Priester. Eingepfarrt waren außer Bärringen auch Teile der Ortschaften Irrgang, Fischbach und Salmthal. Vermutlich erhielt der Turm, der ursprünglich eine barocke Zwiebelhaube besaß, im 19. Jahrhundert einen Spitzhelm. 1930 zählte die Pfarrei 3070 Katholiken. Nach der Vertreibung der deutschen Bevölkerung nach 1945 blieb die Kirche unbenutzt und befand sich folglich in einem renovierungsbedürftigen Zustand. In neuerer Zeit wurden Instandsetzungsarbeiten am Turm und Langhaus vorgenommen.

## Beschreibung
Die einschiffige Barockkirche mit rechteckigem Grundriss und Satteldach schließt mit einem dreieckigen geschlossenen Presbyterium ab. An der Westfassade befindet sich ein prismatischer Turm mit einem pyramidenförmigen Dach und einer Sakristei an der Nordseite. Das Innere der Kirche besitzt eine Flachdecke.

## Ausstattung

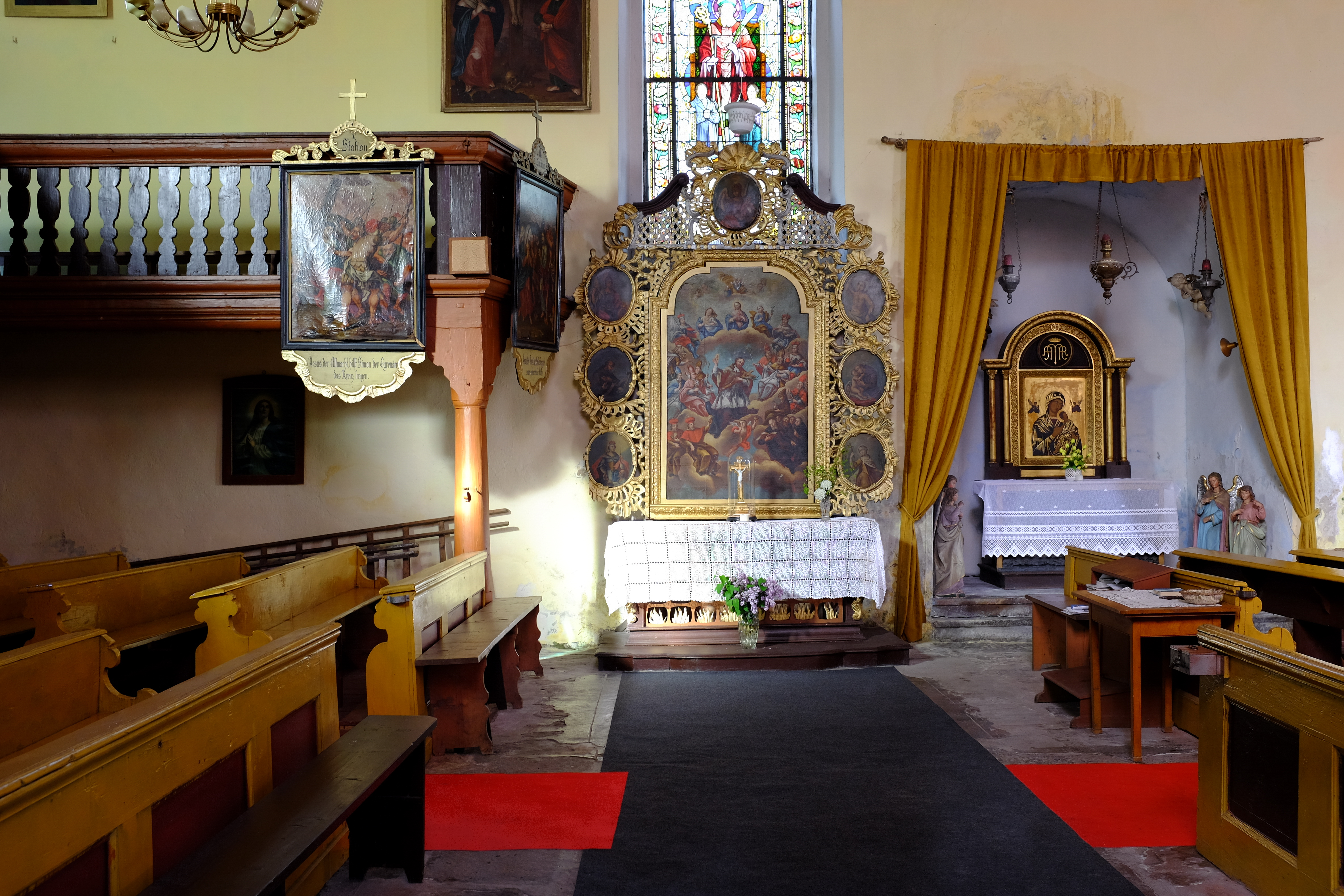
Innenraum

Der Hauptaltar ist mit einem großen Akanthus-Rahmen und Engelsfiguren aus dem frühen 18. Jahrhundert versehen. Die weiteren Möbel im Rokoko-Stil stammen aus der zweiten Hälfte des 18. Jahrhunderts. Die Seitenaltäre zeigen die Hl. Anna und die Jungfrau Maria mit zeitgenössischer Malerei, sowie auf dem gegenüberliegenden Seitenaltar Allerheiligen umgeben von ovalen Heiligenbildern. An den Ecken der Brüstung befinden sich vier Heiligenstatuen, sowie im Turm eine Ölberggruppe. Der Taufstein stammt aus dem 17. Jahrhundert bez. V. Pelarg.